# Hyalomma erythraeum
Hyalomma erythraeum är en fästingart som beskrevs av Tonelli-Rondelli 1932. Hyalomma erythraeum ingår i släktet Hyalomma och familjen hårda fästingar.
Artens utbredningsområde är Etiopien. Inga underarter finns listade i Catalogue of Life.